# یان مولدر
یان مولدر (استونیایی: Jaan Mölder؛ زادهٔ ۹ ژوئن ۱۹۸۷) راننده رالی اهل استونی است. وی از سال ۲۰۰۵ تا ۲۰۰۸ در ۲۱ رالی شرکت کرده است.